# Mars, Pennsylvania

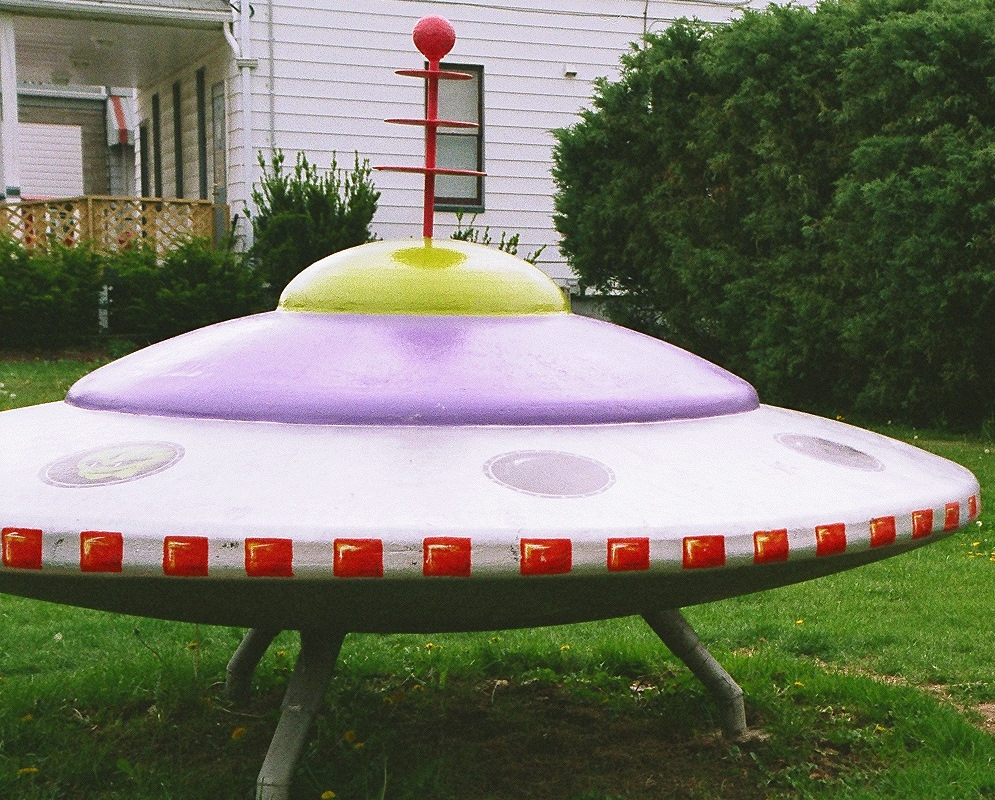
Lilla rymdskeppet i Mars

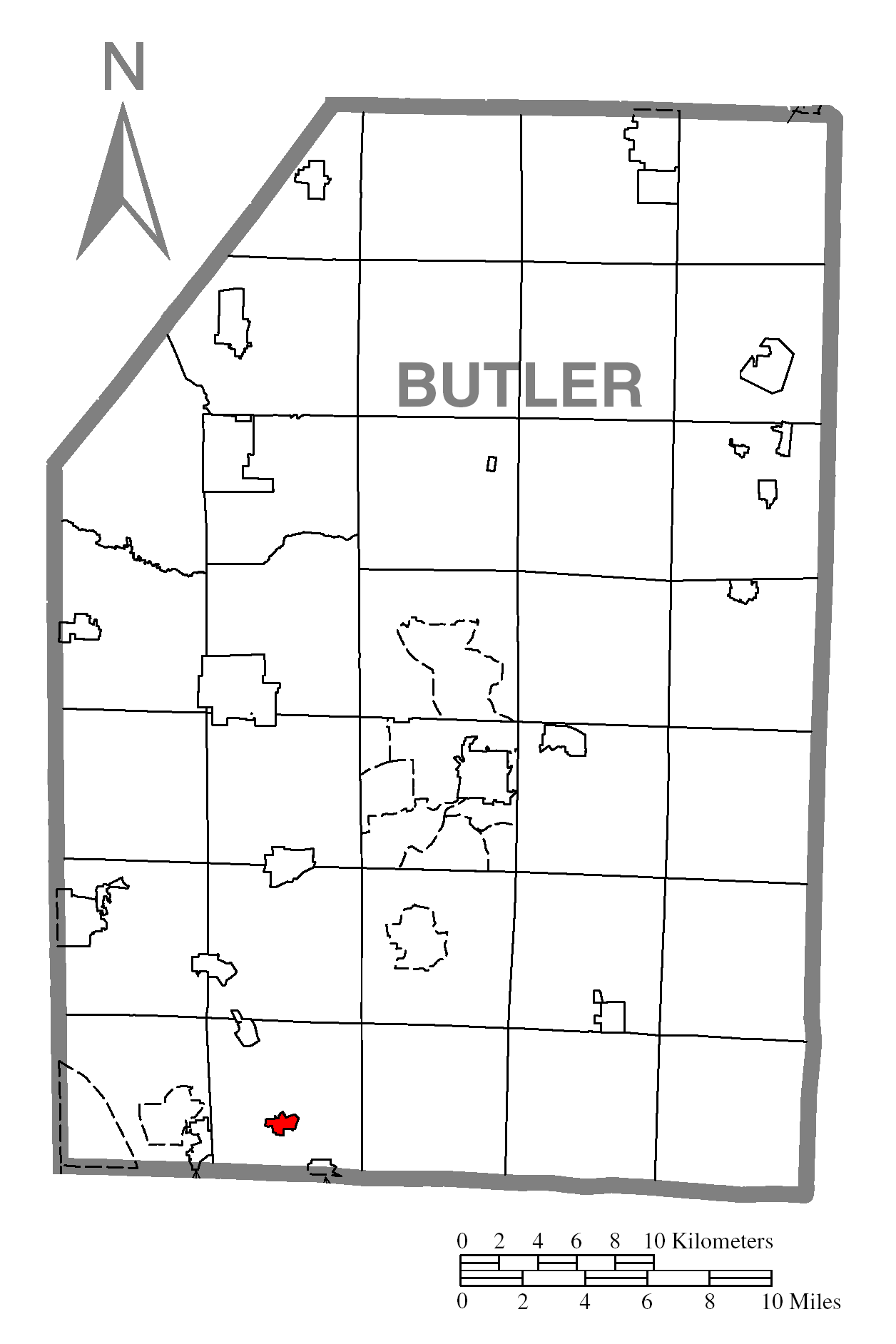
Mars läge i Butler County

Mars är en ort av typen borough i Butler County i den amerikanska delstaten Pennsylvania med en yta av 1 km² och en folkmängd som uppgår till 1 693 invånare (2006).
Lilla rymdskeppet är Mars främsta sevärdhet. Det tunga ufo-liknande föremålet flyttas ibland omkring, bland annat då invånarna firar äppelfestivalen i Mars varje september. Rymdskeppet har också bytt färg men det ska inte flyttas från Mars, bara inom orten.
Den lokala skolans lag i amerikansk fotboll heter Fighting Planets. Ett rymdskepp pryder ortens välkomstskylt och bilder på rymdskepp och små gröna gubbar finns på kommunens officiella brevpapper.
Ett av ortens mest kända företag är banken Mars National Bank som grundades år 1900. Bankens slogan är "Service out of this world."
Engelskfödda kanadensiska musikern John Southworth namngav debutalbumet efter orten, Mars Pennsylvania. En av albumets låtar heter American UFO.